# إيفرت تاوب
إيفرت تاوب (بالسويدية: Evert Taube) (و. 1890 – 1976 م) هو مغني، وملحن، وموسيقي، وكاتب، وشاعر، وكاتب أغاني سويدي، ولد في غوتنبرغ، يستخدم آلات ليوت، وكان عضوًا في الأكاديمية الملكية السويدية للفنون، توفي في ستوكهولم، عن عمر يناهز 86 عاماً.

## جوائز
حصل على جوائز منها:
- Stockholm city prize of honour  [لغات أخرى]‏ (1973)
- الدكتوراة الفخرية من جامعة غوتنبرغ (22 أكتوبر 1966)
- Gustaf Fröding scholarship  [لغات أخرى]‏ (1962)
- ميدالية أصحاب الأعمال المستحقة [الإنجليزية]‏ (1960)
- Evert Taube scholarship  [لغات أخرى]‏ (1960)
- جائزة نيوف الكبرى  [لغات أخرى]‏ (1959)
- Bellman Prize [الإنجليزية]‏ (1950).

## وصلات خارجية
- إيفرت تاوب على موقع IMDb (الإنجليزية)
- إيفرت تاوب على موقع روتن توميتوز (الإنجليزية)
- إيفرت تاوب على موقع ميوزك برينز (الإنجليزية)
- إيفرت تاوب على موقع أول موفي (الإنجليزية)
- إيفرت تاوب على موقع قاعدة بيانات الأفلام السويدية (السويدية)
- إيفرت تاوب على موقع أول ميوزيك (الإنجليزية)
- إيفرت تاوب على موقع ديسكوغز (الإنجليزية)

- إيفرت تاوب في قاعدة بيانات الأفلام على الإنترنت